# Lucifer Sam
Lucifer Sam — психоделічна композиція британської групи Pink Floyd, була випущена на їх дебютній платівці The Piper at the Gates of Dawn в 1967 році.

## Музика і слова
Пісня побудована навколо спадного рифа електрогітари Сіда Барретта, звук якої був пропущений через ехо-машину — результат описували як ""зловіщий «Дуейн Едді». Музика доповнюється все більш «наростаючим» органом і ритм-секцією.
Хоча в тексті пісні є явні відсилки до того, що Люцифер Сем — це кішка, через словосполучення «модна кицька» («a hip cat»), яке було сленгом 60-х, з'явилася інтерпретація, що «кішка» могла бути завуальованою метафорою людини, реальної чи уявної. Наприклад, це міг бути натяк в сторону тодішньої дівчини Сіда — Дженні Спайрс (вона згадується в пісні як «Ласкава Дженніфер»). Проте, Сем був звичайним сіамським котом, який жив у Барретта; початкова назва пісні була «Персі — ловець щурів» («Percy the Rat Catcher»), як пісню називали в період студійних сесій (з квітня по червень 1967 року).

## Учасники запису
- Сід Барретт — гітара, вокал;
- Роджер Вотерс — бас-гітара, вокал;
- Річард Райт — клавішні, орган, вокал;
- Нік Мейсон — ударні.